# GJA8
GJA8‏ (Gap junction protein alpha 8) هوَ بروتين يُشَفر بواسطة جين GJA8 في الإنسان.